# 經國綠園道

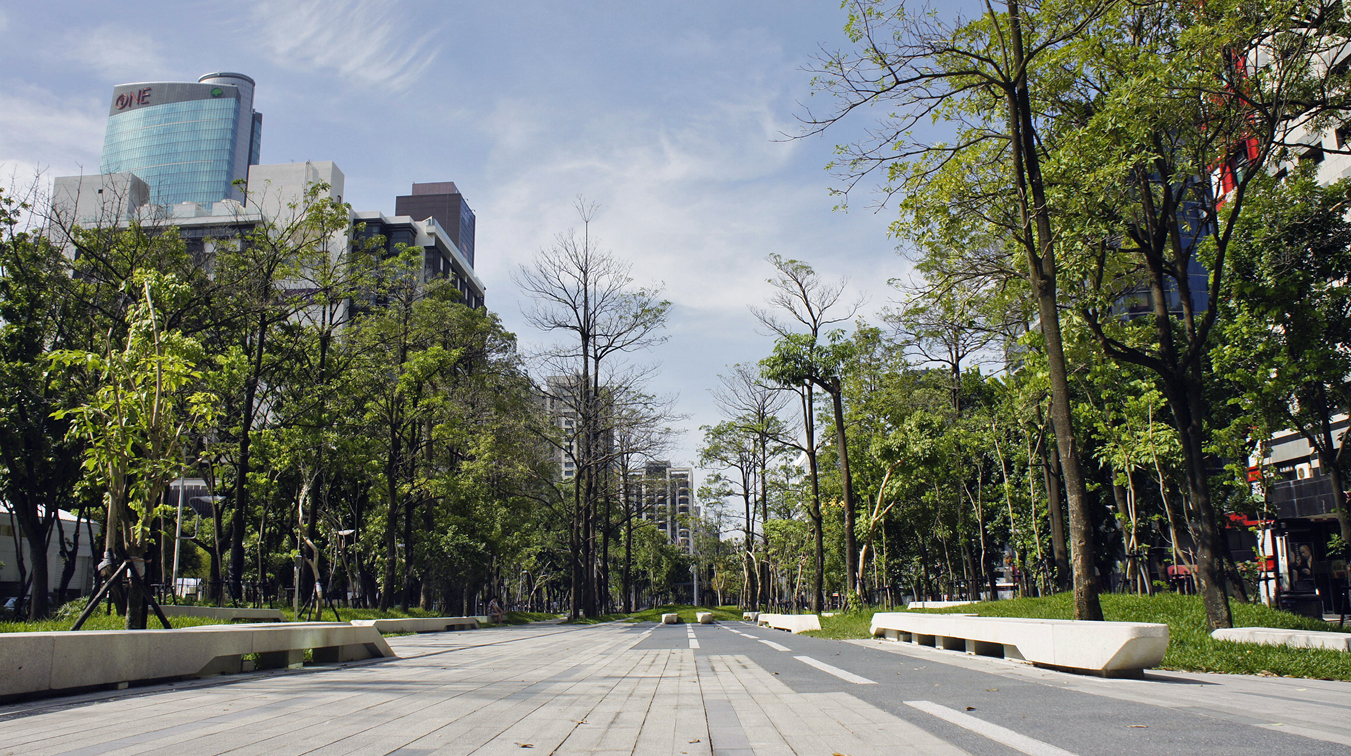
經國園道現況

經國園道航照圖

經國綠園道，又稱經國園道，是臺灣臺中市西區的一條景觀園道，與美術園道共同屬於草悟道的路段，範圍由國立自然科學博物館大門前至國立台灣美術館與大墩文化中心旁，由中興街(西)、館前路(東)、台中市民廣場、英才路(東)、公益路一段155巷與向上路一段79巷(西)所圍成植栽的景觀園道，全長約2公里，係由土庫溪中游廢河道填土加蓋而成。沿途有噴水池、美術館、市民廣場、雕塑廣場、花香公園及臺中市建府百週年紀念碑；過國美館後連接美術園道。
近年來由於臺中爵士音樂節等大小活動時常舉辦，還有NOVA與勤美誠品綠園道等商場及周圍不少異國料理餐廳和咖啡茶坊進駐，使經國園道已成為節慶活動經常運用的地點，平日傍晚和假日則是民眾散步、運動的好去處。2009年台中市政府在經國園道提出草悟道景觀再造計畫（科博館至向上北路），2013年全段完成。

## 沿線介紹
國立自然科學博物館－臺灣大道段（演化步道）
由國立自然科學博物館管理的親水演化步道段。沿線有摩斯漢堡、麥當勞、星展銀行、金典酒店／金典綠園道進駐。
台灣大道－公益路段（草悟道）
此段有藝術家楚戈設計的「允執厥中」銅鑄品設立於此，為台中重要地標之一；亦是街頭藝人表演、文創小攤常駐的區段，例假日亦有多活動辦在此區，每周日則固定有動物認養活動與寵物聚會。週邊有全國大飯店、臺中勤美洲際酒店、勤美誠品綠園道、范特喜微創文化中興街文創聚落、NOVA資訊廣場進駐。
公益路－世華國際大樓（市民廣場）
2001年5月完成規劃的台中市民廣場擁有廣大開放空間的草坪，時舉辦各式音樂活動。週邊有世華國際大樓、春水堂人文茶館、范特喜微創文化中興街文創聚落與綠光計畫以及各式咖啡館、茶館、酒吧以及餐廳。
世華國際大樓－國立台灣美術館
沿途設有草悟道PARK2廣場（設有公有地下停車場）、景觀噴水池、審計新村新創聚落、國美館雕塑公園、花香公園及台中市建府百週年紀念碑。草悟道廣場是此段設有市集、音樂表演及展覽等各式活動且提供綠色運具的租借服務，此段亦有魔獸系列裡的阿薩斯雕像。週邊多為高級住宅大樓，亦有各式咖啡館、酒吧以及餐廳進駐。

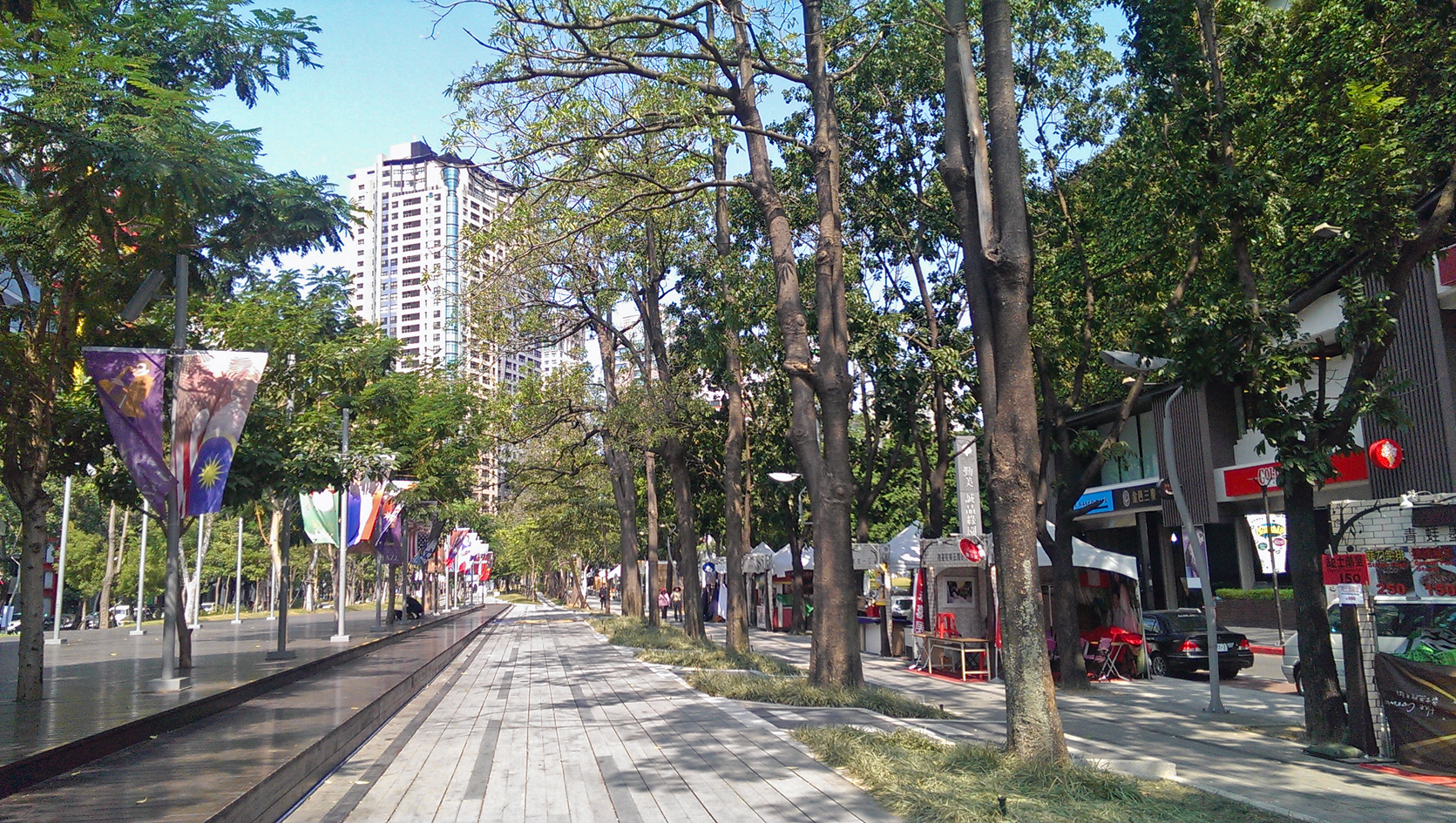
2013臺中爵士音樂節白天的情況
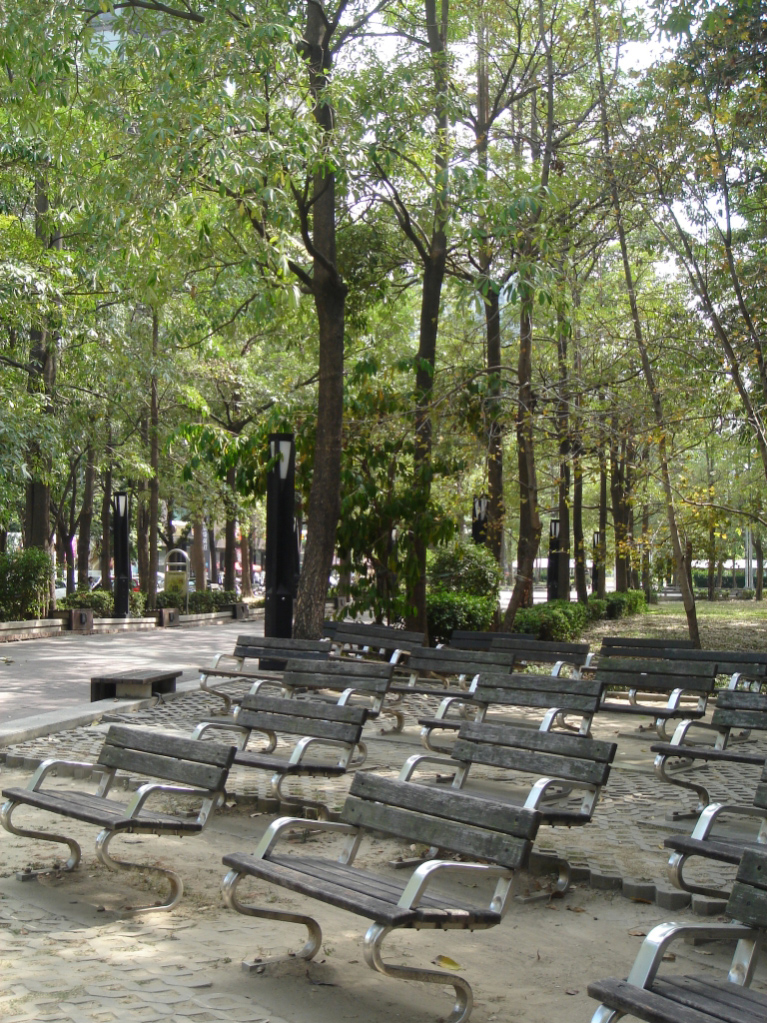
經國園道上，2012年前的露天音樂廣場
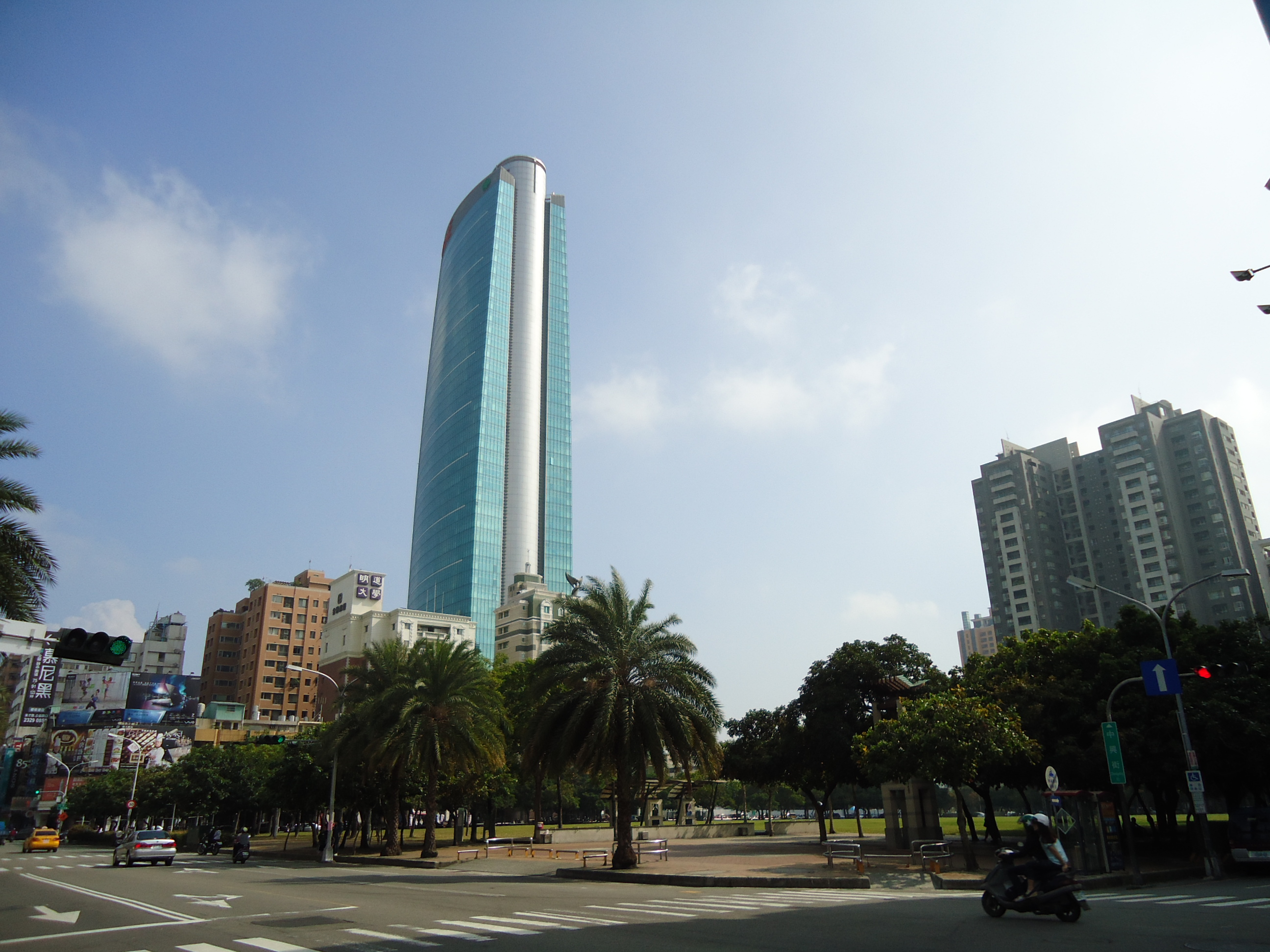
亞緻大飯店 (Hotel one)
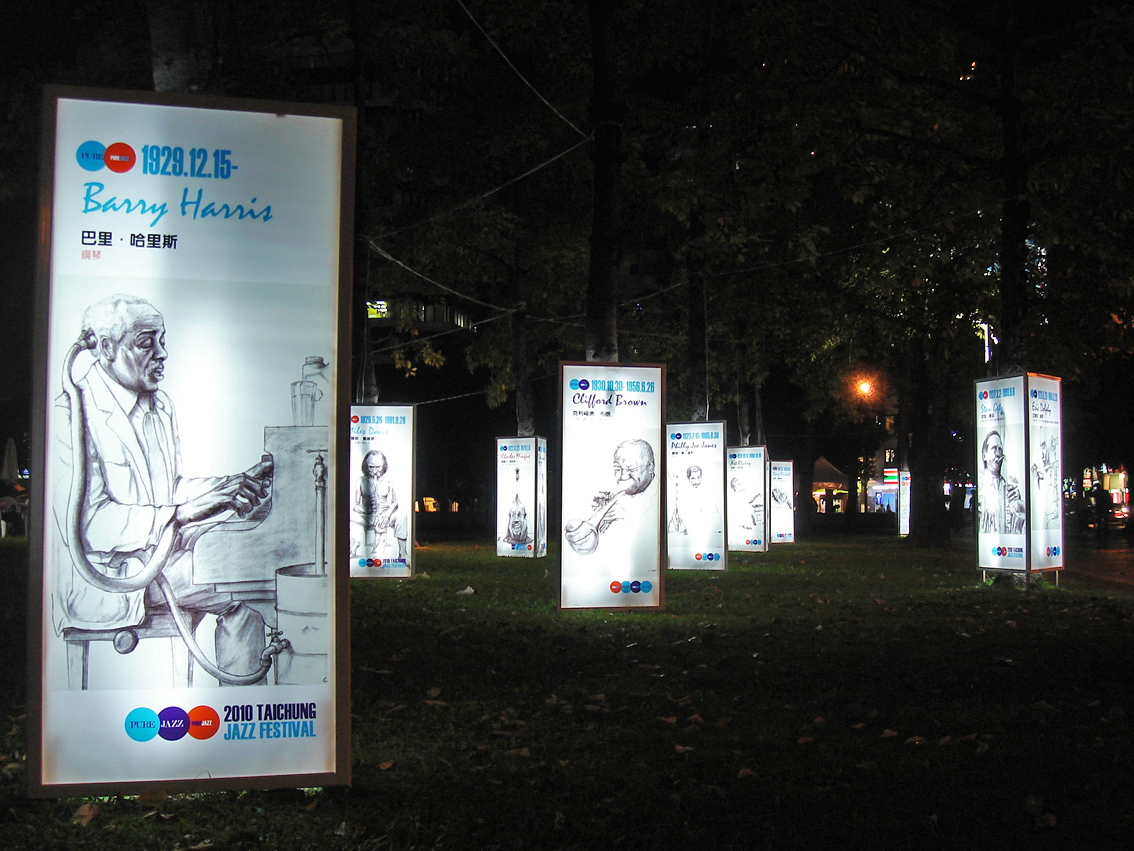
2010年台中爵士音樂節在市民廣場的爵士昔日展
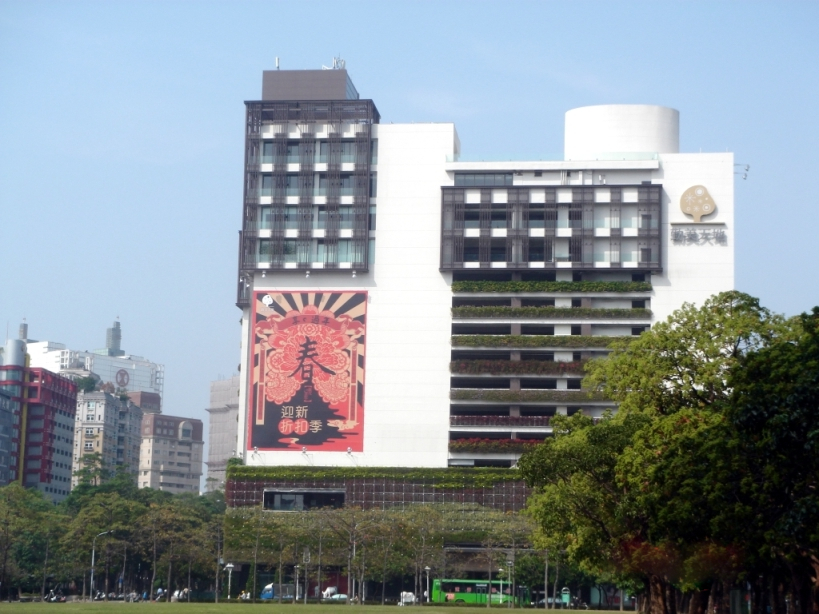
經國園道遠觀勤美誠品
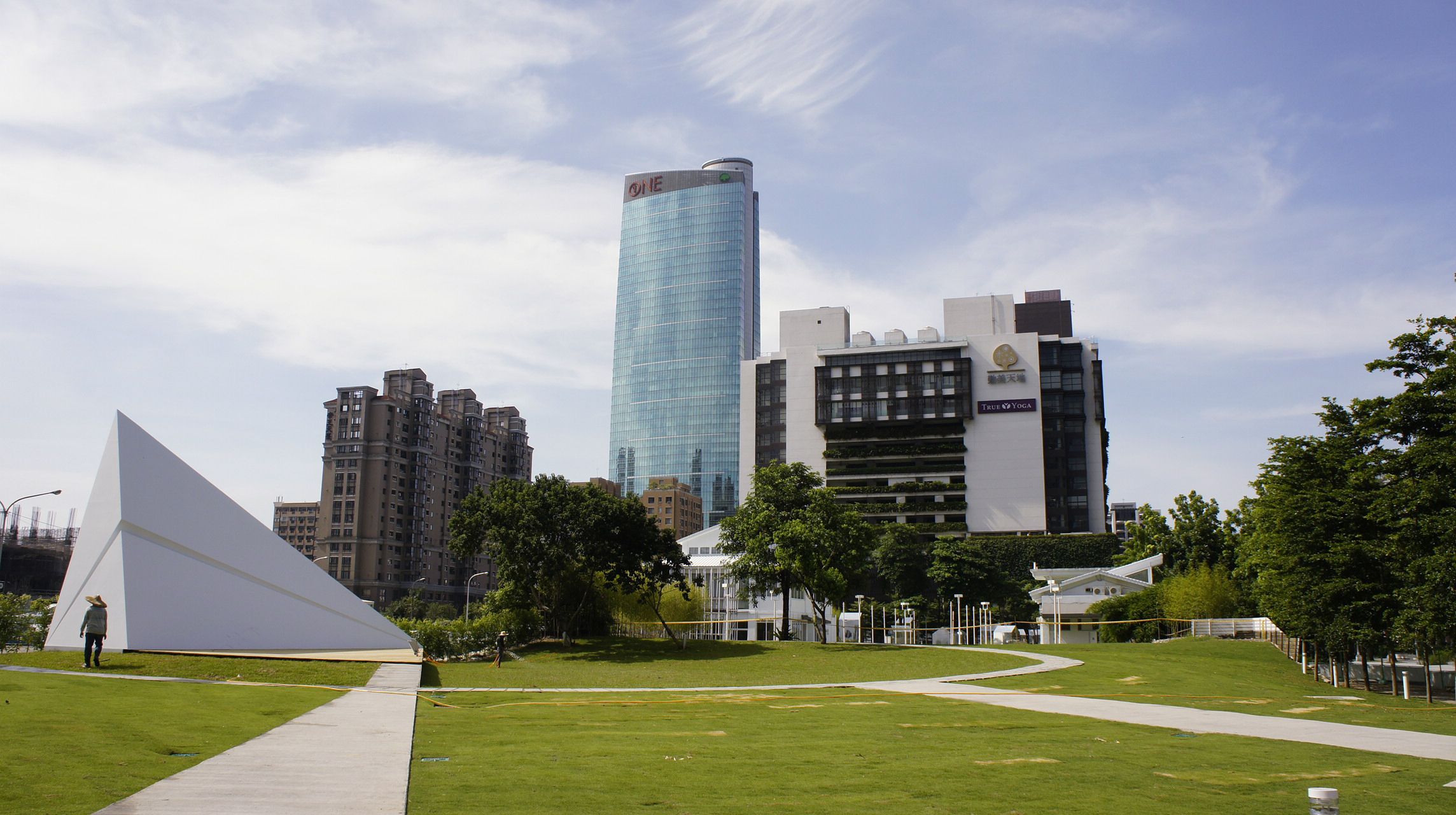
2012年的勤美誠品CMP
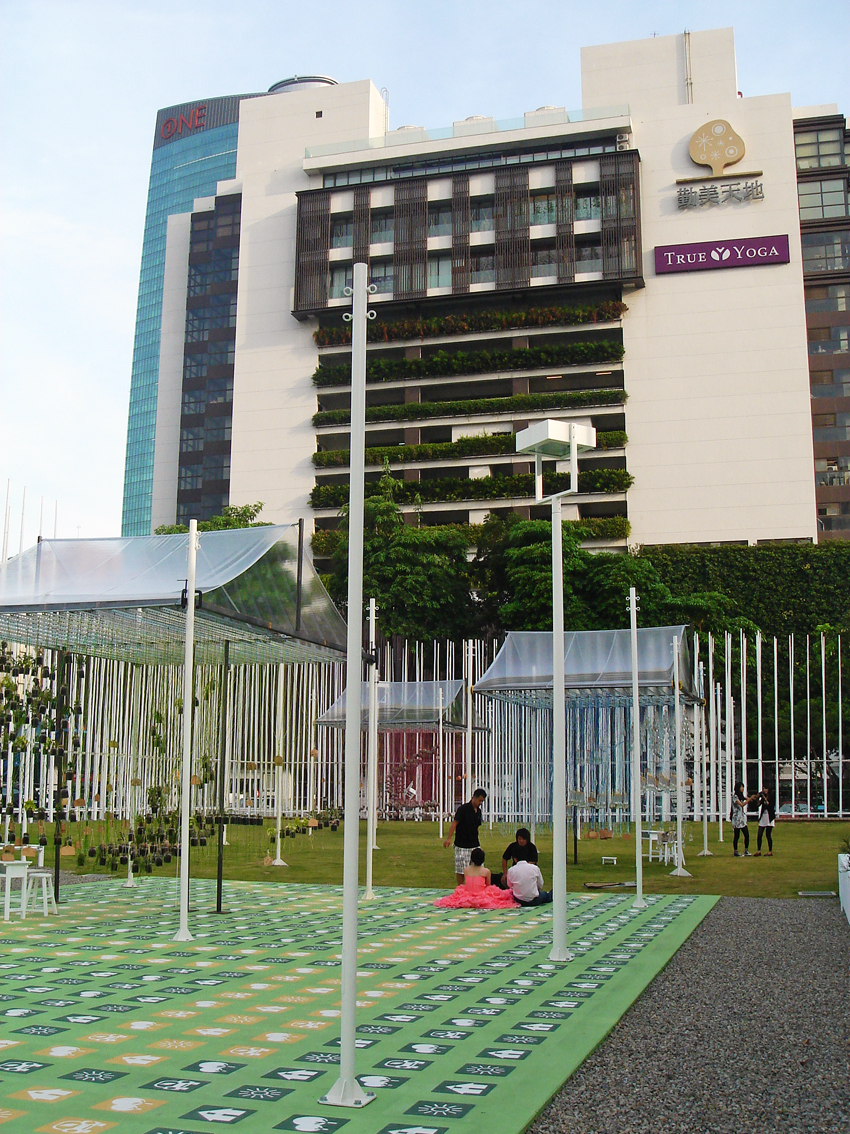
CMP Block中庭
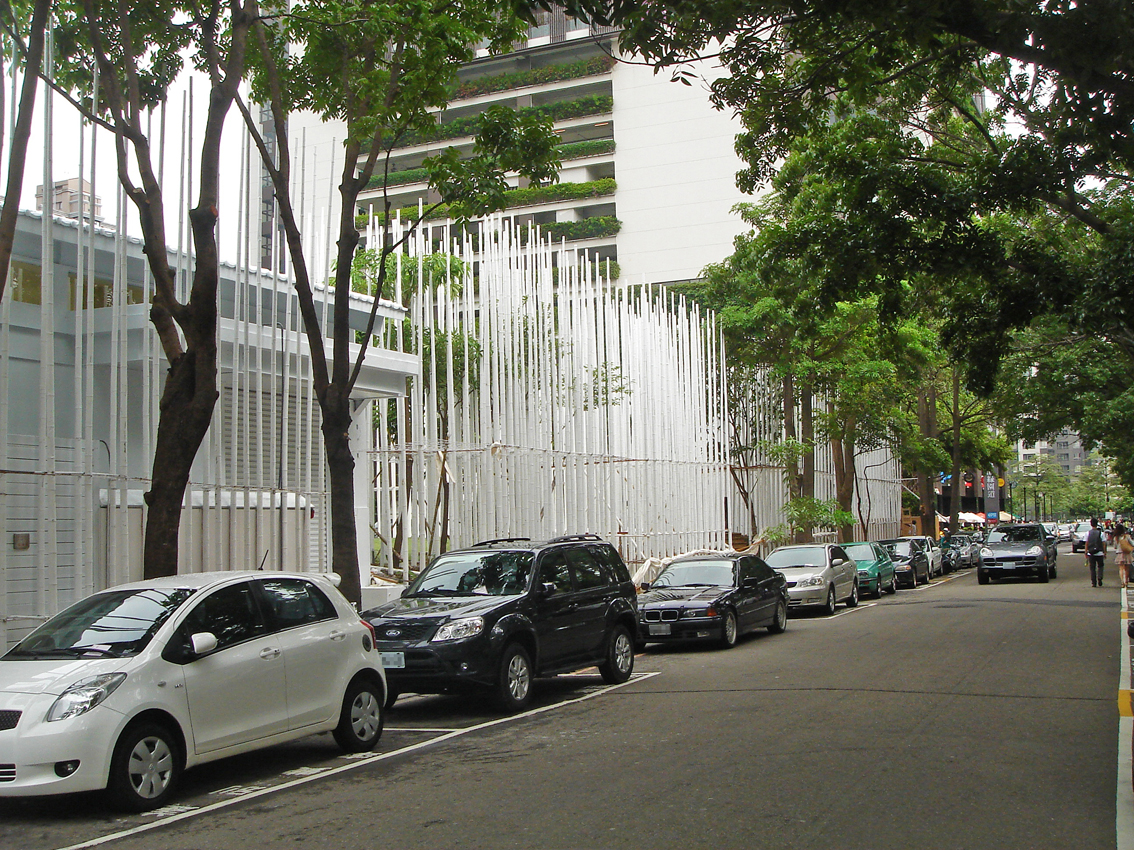
園道旁勤美CMP Block美學空間
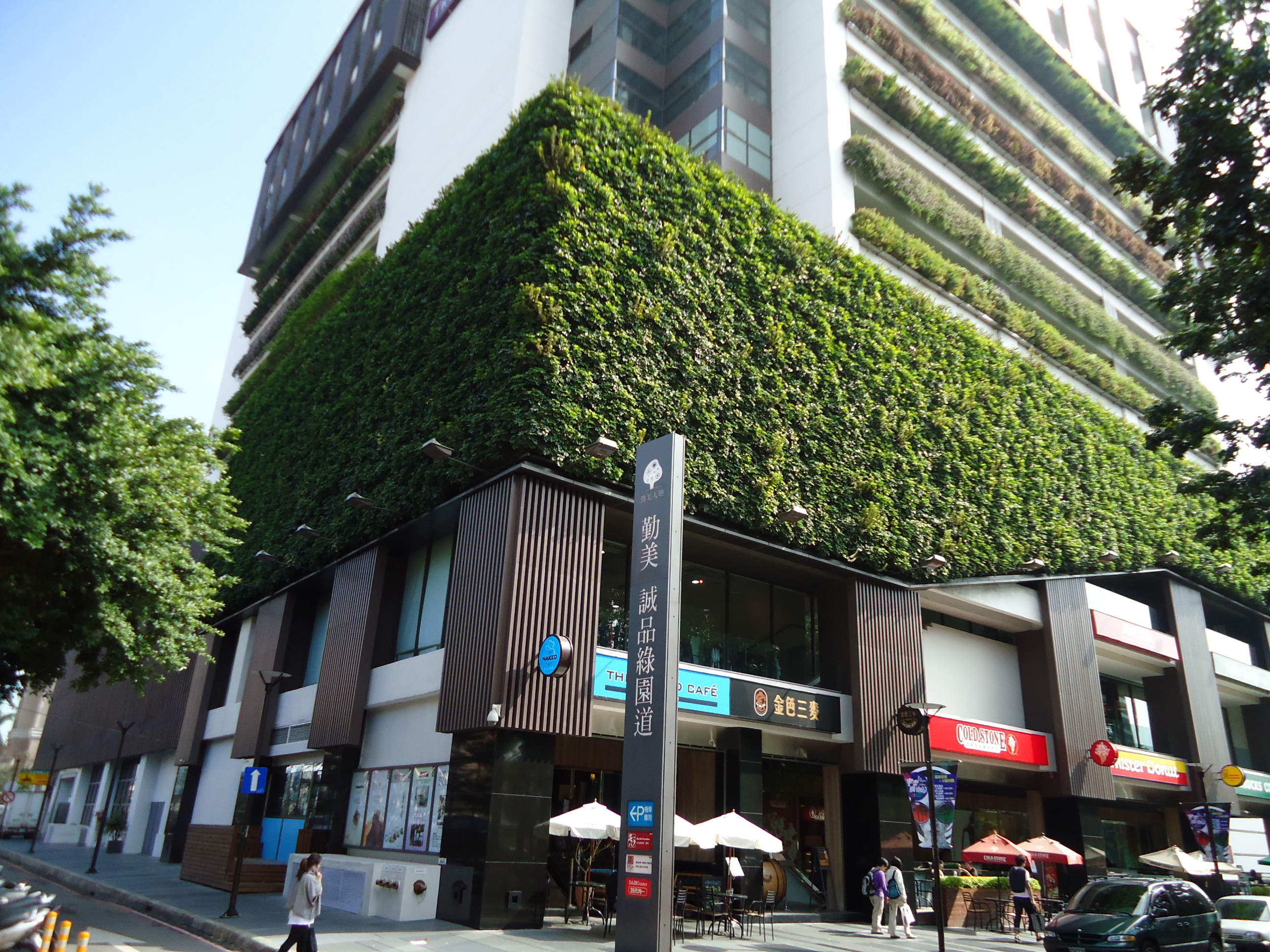
勤美誠品
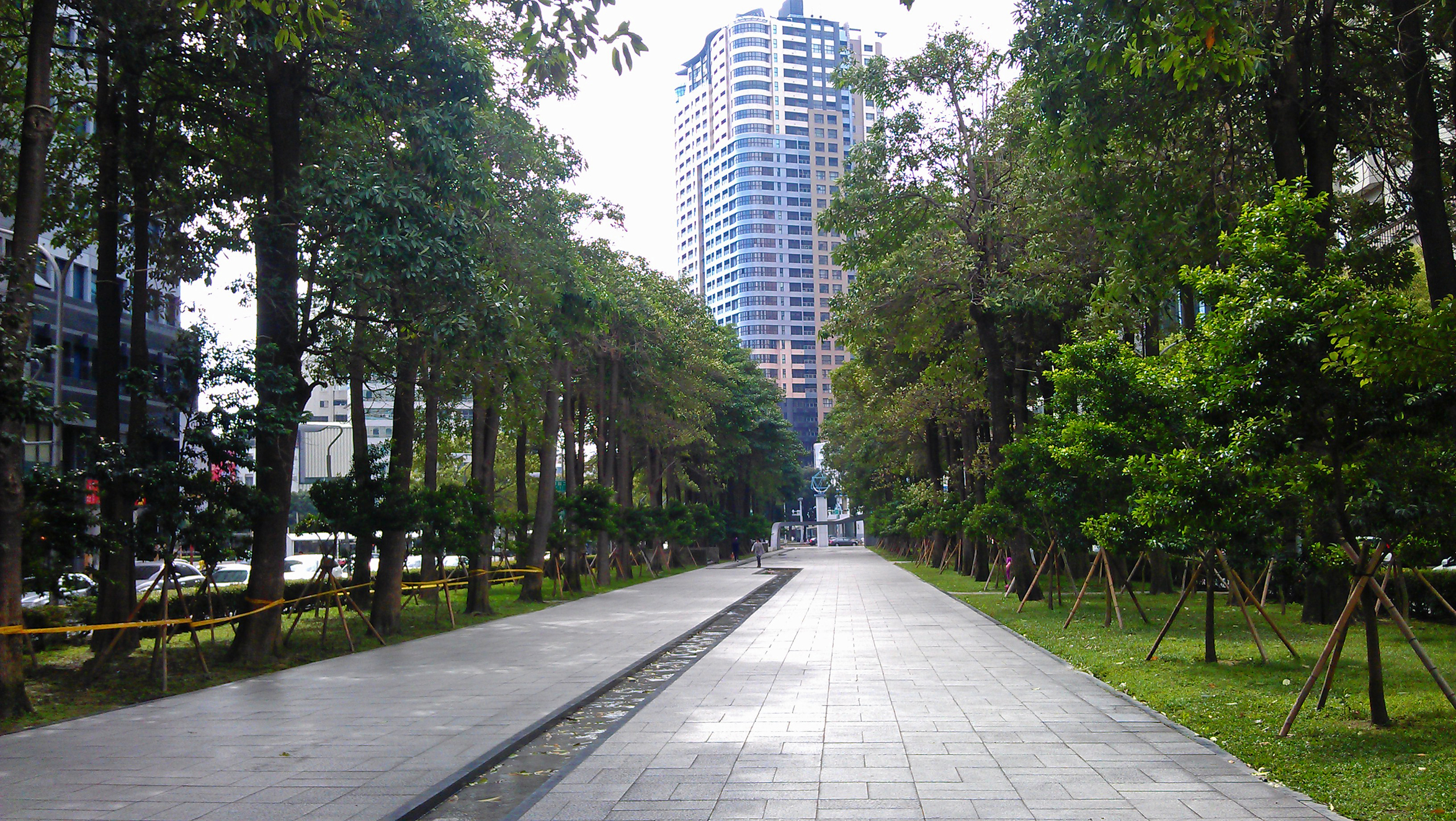
科博館路段 ／演化步道

## 活動
- 綠圈圈藝術季（2013年起每年暑假）
- 臺中爵士音樂節（每年10月）
- 勤美聖誕路跑（每年12月）
- 台中同志大遊行（每年12月）
- 2003年臺灣燈會主燈區
- 2010年台中國際花毯節
- 2013年7月20日，國泰藝術節（雲門舞集戶外公演）[4]
- 2013年、2014年 一ㄚ馬路：塗鴉上樹（千人粉筆塗鴉樂）

## 交通
臺中市公車
台灣大道幹線公車
- 中正國小站、科博館站：300、301、302、303、304、305、306、307、308

臺灣大道
- 統聯客運：303、301
- 豐榮客運：48
- 台中客運：307、304
- 全航客運：6268
- 巨業客運：305、306

公益路
- 統聯客運：81
- 台中客運：27、107
- 聯營：11

大墩文化中心
- 全航客運：5
- 統聯客運：56、75
- 台中客運：71
- 仁友客運：30
- 豐榮客運：40、89
- 豐原客運：51
- 聯營：11

## 資料來源
1. ↑  台中西遊記-經國園道及勤美誠品商圈 （页面存档备份，存于），臺中市西區區公所
2. ↑  台中經國綠園道 （页面存档备份，存于），旅遊王
3. ↑  臺中都市叢林的綠洲–臺中市市民廣場 （页面存档备份，存于），臺中市都市發展局〈生命的花與綠〉，2017-03
4. ↑  雲門舞集年度盛宴 戶外公演 七月舞動台北台中 的存檔，存档日期2013-07-23.